# Sacculina insueta
Sacculina insueta is een krabbezakjessoort uit de familie van de Sacculinidae. De wetenschappelijke naam van de soort is voor het eerst geldig gepubliceerd door Boschma.